# ترسا فونت
تِـرِسا فونت (کاتالونیایی: Teresa Font؛ زادهٔ ۳۰ مارس ۱۹۵۶) تدوین‌گر اهل اسپانیا است.

## گزیدهٔ فیلم‌شناسی
- مادران موازی (۲۰۲۱)
- درد و شکوه (۲۰۱۹)
- مردی که دن کیشوت را کشت (۲۰۱۸)
- قاطر (۲۰۱۳)
- ۲۰ سانتی‌متر (۲۰۰۵)
- کارمن (۲۰۰۳)
- سنگ‌ها (۲۰۰۲)
- عشق دیوانه‌وار (۲۰۰۱)
- مردن از خنده (۱۹۹۹)
- احساس مالکیت (۱۹۹۹)
- چشم غیرمسلح (۱۹۹۸)
- آزادی‌خواهان (۱۹۹۶)
- روز هیولا (۱۹۹۵)
- وقت تنگ است (۱۹۹۴)
- خامون خامون (۱۹۹۲)
- عشاق (۱۹۹۱)
- لوته: جانت را نجات بده (۱۹۸۷)